# Ратко Марковић
Ратко Марковић (Пожаревац, 8. децембар 1944 — Београд, 25. април 2021) био је српски правник, универзитетски професор, судија и политичар. Марковић је по образовању био доктор правник наука. Радио је као професор Правног факултета Универзитета у Београду, на којем послу се и пензионисао. Обављао је функцију потпредседника Владе Републике Србије.

## Образовање и академска каријера
Основну школу је погађао у Крушевцу, а потом је завршио и Гимназију у Крушевцу. Дипломирао је на Правном факултету Универзитета у Београду 1967. године са просечном оценом 10. Магистрирао је након одслужења војног рока 1973. године са тезом "Покретање уставног спора о уставности нормативних аката", а докторирао је 1976. године одбранивши тезу "Извршна власт".
Као зет професора Радомира Лукића, бившег декана Правног факултета, није могао да се запосли на факултету. Почео је да ради на Институту за упоредно право, потом је био доцент и ванредни професор Стоматолошког факултета Универзитета у Београду, а 1980. године одлази на Правни факултет Универзитета у Крагујевцу и тамо бива изабран за редовног професора.
Од 1985. године је запослен као редовни професор Правног факултета Универзитета у Београду, на предмету Управно право. Између 1985. и 1992. године је био заменик главног и одговорног уредника часописа за правне и друштвене науке Анали Правног факултета у Београду. Био је продекан од 1987. до 1989. године. Уставно право је почео да предаје и испитује 1994. године.
Предавао је на Полицијској академији од њеног оснивања 1993. године.
Члан Комисије за уставна питања Скупштине Социјалистичке Републике Србије је био између 1985. и 1991. године. Изабран је за судију Уставног суда Југославије и то је био од 1991. до 1992. године. Учествовао је у писању Устава Србије из 1990. године, Устава Савезне Републике Југославије из 1992. и Устава Црне Горе из 1992. године.
Септембра 2010. године, Влада Републике Србије је именовала Ратка Марковића за председника Управног одбора Института друштвених наука. Међутим, пошто је потпредседник Владе Божидар Ђелић изјавио да је та одлука била мотивисана политичким, а не стручним разлозима, Марковић је одбио да преузме функцију.
Био је члан Одељења друштвених наука Научног друштва Србије.
Пензионисан је 30. септембра 2012. године као редовни професор Правног факултета Универзитета у Београду.
Преминуо је 25. априла 2021. године у Београду.

## Политичка делатност
Као кандидат Социјалистичке партије Србије на првим вишестраначким изборима 1990. године, није успео да постане народни посланик.
У децембру 1992. године, изабран је за савезног посланика у Већу грађана Савезне скупштине Савезне Републике Југославије. Савезни посланик је био до 1996. године.
У првој Влади Мирка Марјановића од 15. марта 1994. до 24. марта 1998. године, био је потпредседник Владе Републике Србије. Потпредседник Владе је био и у другој Влади Мирка Марјановића од 24. марта 1998. до 24. октобра 2000. године.
Заједно са Николом Шаиновићем, био је члан преговарачке делегације Савезне Републике Југославије на мировној конференцији о Косову и Метохији која је одржана фебруара 1999. године у Рамбујеу. По неуспеху преговора је изјавио:
Сад смо као рањена особа која пристаје на ампутацију руке или ноге да би спасила живот, и стога смо пристали на ампутацију Косова да бисмо спасили сопствену државу и народ.
На суђењу Слободану Милошевићу пред Међународним кривичним судом за бившу Југославију, Марковић је био сведок одбране.

## Дела
Професор Марковић је објавио 326 научних и публицистичких радова:
- Покретање уставног спора о уставности нормативних аката, Београд, 1973, 188;
- Самоуправно одлучивање у друштвеним делатностима (теоријски и практични проблеми), Институт друштвених наука, Београд, 1978, 83 (са др Војиславом Коштуницом);
- Извршна власт, Београд, 1980, 256;
- Уставно право, Београд, 1982, 730 (уџбеник);
- Управно право, Београд, 1986, 426 (са проф. др Павлом Димитријевићем);
- Социјалистички самоуправни систем СФРЈ, Београд, 1978, 609 (са проф. др Илијом Вуковићем);
- Уставно право и политичке институције, Београд, 1995, 693 (осам издања);
- Управно право, Београд, 1995. и 2002. (стр. 625).